# Chopy i la princesa
Chopy i la princesa (リボンの騎士, Ribon no Kishi, lit. ‘El cavaller del llaç’) és una sèrie manga japonesa escrita i il·lustrada per Osamu Tezuka. Aquest manga segueix les aventures de la Safir, una nena que va néixer per error amb un cor blau de nen i un cor rosa de nena. Fa veure que és un príncep per evitar que el malvat duc Delorinum hereti el tron de Silverland. El personatge principal es va inspirar en el grup de teatre musical exclusivament femení Takarazuka Revue, en el qual dones interpreten papers tant femenins com masculins.
La història va ser encarregada per un editor de la revista de Kodansha Shōjo Club que volia que Tezuka produís un manga dirigit a un públic femení que pogués reproduir l'èxit de les seves antigues històries dirigides a nens. Aleshores, l'autor va crear Chopy i la princesa, publicat originalment en aquesta revista entre 1953 i 1956. La popularitat del manga va donar lloc a una sèrie de ràdio el 1955, tres serialitzacions més entre 1958 i 1968 i una sèrie d'anime de 52 episodis produïda Mushi Production que es va emetre a Fuji TV de 1967 a 1968. També ha influït en diversos musicals escènics des de la dècada de 1980 i ha inspirat remakes de l'obra d'altres autors.
Chopy i la princesa, una de les obres més famoses de Tezuka i considerada en gran manera un clàssic, ha tingut molta influència en la indústria del manga i l'anime. La seva representació dels rols de gènere és interpretada de manera ambigua per la crítica; alguns afirmen que té ideals profeministes i altres pensen que expressa els ideals misògins de la societat japonesa dels anys 50 i 60. No obstant això, començaria una tradició d'heroïnes andrògines i establiria diverses tendències en el gènere shōjo. De fet, es considera una de les primeres obres d'aquest gènere centrades en la narrativa i que retrata una superheroïna femenina.
A Catalunya la sèrie es va estrenar en català al Circuit Català de TVE-2 el 3 d'octubre de 1987.

## Argument
L'anime està ambientat en un món basat en els contes de fades europeus medievals. Chopy i la princesa és la història de la Safir, que ha de fer veure que és un home perquè pugui heretar el tron de Silverland, ja que les dones no són elegibles per fer-ho. Quan neix, el seu pare, el Rei, anuncia que el seu nadó és un nen en lloc d'una nena. La raó d'això és que el següent en la línia al tron, el duc Delorinum és un home malvat que reprimiria el poble si el seu fill, Plastic, esdevingués rei. Delorinum i el seu sequaç, el Baró Nilon, sovint tramen prendre el regne i intenten demostrar que la Safir és en realitat una noia. La Safir pot mantenir la façana perquè, quan va néixer, va rebre el cor blau d'un nen així com el cor rosa d'una nena. Per això, Déu va enviar en Chopy, un àngel jove en formació, a la Terra per recuperar el cor addicional de la Safir. La Safir no li permetrà que li prengui el cor, però.

## Producció i estil

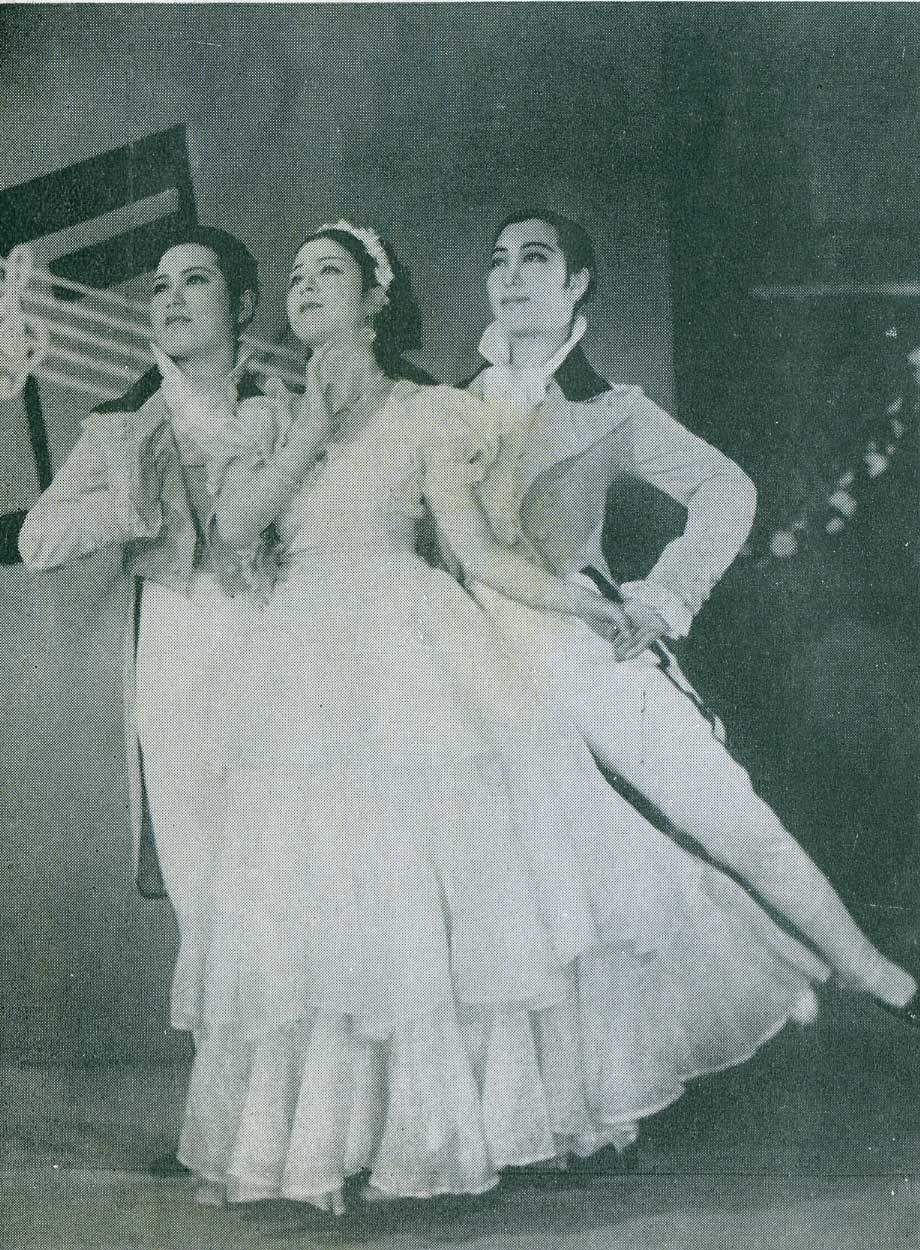
Les actuacions de Takarazuka Revue van ser la principal influència de Tezuka per crear Chopy i la princesa

Durant la dècada de 1950, Osamu Tezuka ja era popular per haver escrit Leo, el lleó (1950) i Astro Boy (1952). A finals de 1952, l'editor de Shōjo Club va preguntar Tezuka si seria capaç de crear una obra semblant a les seves anteriors però dirigida a les noies. Tezuka va acceptar i la seva primera idea va ser transposar el grup de teatre musical Takarazuka Revue al manga. "L'estètica de Takarazuka es veu clarament a Chopy i la princesa", argumenta Natsu Onoda Power, al seu llibre God of Comics.
Nascut a Osaka, Tezuka va viure a la ciutat Takarazuka entre els cinc i els vint-i-quatre anys, i com que tenia una mare que era fan de Revue, en veia sovint actuacions durant la seva infància i joventut. Tezuka va agafar d'inspiració els vestits, els decorats i les cançons de Takarazuka, així com la seva representació de gènere i la seva política sexual per crear Chopy i la princesa. La Safir es basa en el dansō no reijin ("bellesa amb vestit masculí") de Takarazuka, i en Fran segueix el model d'una de les actrius principals, Yachiyo Kasugano. Nobuko Otowa que feia de Puck a la versió de Takarazuka d'El somni d'una nit d'estiu va influir en el personatge de Chopy.
La tècnica d'animació de les primeres pel·lícules de Disney va influir en l'estil artístic de Tezuka, especialment en la seva manera de dibuixar els trets i els ulls dels nens petits. Els ulls molt grossos també es van inspirar en les actuacions de Takarazuka. El color i la maquetació van estar influenciats per la pel·lícula The Tales of Hoffmann. Alguns aspectes de Chopy i la princesa també recorden al seu manga shōjo anterior, Kiseki no Mori no Monogatari, en el qual sortien homes amb barret de plomes i mallot blanc, així com històries centrades en aventures. També va ser influenciat per la literatura occidental, el cristianisme, la mitologia grega i els contes de fades europeus, per això s'ha descrit com un "pastitx de la cultura pop psicodèlic". Els crítics hi han notat influències de La Ventafocs, Fantasia, Pinotxo, La Bella Dorment, Blancaneu, Betty Boop, El capità Blood, Dràcula, Cupido i Psique, Hamlet, L'aprenent de bruixot, El llac dels cignes, La Pimpinella Escarlata, i Guillem Tell.

## Temes
A primera vista, sembla que Tezuka afirma els rols de gènere tradicionals, però quan t'hi fixes més, descobrim que la Safir no respon a quin cor és més dominant.[…] En canvi, la Safir es comporta com la perceben les persones que l'envolten. Si la veuen com un noi, llavors és capaç de ser forta i ferotge. Si la veuen com una noia, llavors és fràgil i submisa. Tezuka critica la falsa dicotomia que la societat crea entre homes i dones. La Safir ha d'aprendre a ser fidel a ella mateixa i no deixar que els altres dictin qui és o què pot fer. 
Diversos crítics han interpretat de moltes maneres possibles sobre la presència de l'ambigüitat de gènere i l'androgínia a Chopy i la princesa. Patrick Drazen, autor del llibre Anime Explosion!, va afirmar que l'androgínia de la sèrie és "enganyosa", ja que aborda el gènere en lloc del sexe, i més "específicament, les expectatives de rol de gènere". Philip Brophy de Tezuka's Gekiga: Behind the Mask of Manga ho va resumir així: "Amb la seva visió de la masculinitat i la feminitat dins d'un mateix cos va ser capaç de representar el conflicte dins del cos d'un mateix sexe a causa la pressió social, per tant, encarna literalment la recerca de la identitat i l'agència subjectiva". Ed Sizemore de Manga Worth Reading diu que la idea central de Tezuka critica "la falsa dicotomia que la societat crea entre homes i dones". Rebecca Silverman d'Anime News Network (ANN) i Sheena McNeil de Sequential Tart van escriure que Tezuka hi va posar postures feministes i Chris Mautner, de The Comics Journal, va destacar la presència de Friebe, una espadatxina "intrèpida", com una altra representació de dones en una posició no subordinada (en contrast amb la representació habitual).
D'altra banda, Silverman afirma que mostra estereotips de gènere i "alguns dels ideals més misògins del Japó dels anys 60", com s'exemplifica pel fet que el cor del seu nen li dona força física. Mautner també hi troba "una mica" de masclisme a l'obra i hi posa d'exemple el fet que perd la seva habilitat de fer anar l'espasa quan no té el cor nen. Drazen i Mautner destaquen que el manga trenca amb algunes expectatives de gènere, però no les abandona, ja que la Safir es casa amb en Fran al final. Power afirma que amb aquesta actitud, la Safir demostra que "la seva veritable felicitat prové d'estar en un paper femení tradicional". Per a Paul Gravett, demostra que "al final no era cap rebel feminista" i va escriure a Manga: Sixty Years of Japanese Comics que Tezuka "va crear un món exquisit d'indecisió". Power conclou que "La imatge de la Safir devia enviar missatges complexos, sinó conflictius" als lectors. Aquests conflictes van portar a Brophy a dir que "pot ser més precís descriure la seva caracterització com a esquizofrènica en lloc d'andrògina".
Snow Wildsmith d'ICv2 diu que la sèrie té "personatges joves [que] no volen cenyir-se als papers que els seus pares els han proscrit i la majoria de les dones estan cansades que els diguin que són del sexe feble". Mautner escriu que "si hi ha un tema central a Chopy i la princesa, no és el dels rols sexuals sinó les expectatives dels pares i el deure filial". Drazen també exposa que la sèrie tracta "d'un altre parell d'antítesis clàssicament japoneses: el deure i el desig". Drazen diu que "a ella no li molesta el seu deure" d'haver de ser un nen i passar-s'ho bé, però que "només viu en privat els seus desitjos femenins". Mautner n'expressa una visió semblant, afirmant que encara que li agrada ser un nen "té un fort desig de satisfer el seu costat femení".

## Publicació
Hi ha hagut quatre serialitzacions de manga de Chopy i la princesa al Japó. Es va serialitzar per primer cop de gener de 1953 a gener de 1956 a la revista de Kodansha Shōjo Club, i tot seguit se'n van publicar tres volums tankōbon entre el 30 de desembre de 1954 i el 25 de juny de 1958. Després va tenir diverses reedicions; se'n van publicar dos volums l'11 d'octubre i el 13 de novembre de 1979 a la línia Obres manga completes d'Osamu Tezuka; el 17 d'abril de 1995 a la línia KC Grand Collection, i el 12 de novembre de 1999 a la línia Manga Bunko. El 2004, Geneon Universal Entertainment va publicar-ne una edició kanzenban que va ser republicada per Fukkan.com el 2012. També se'n va publicar en una edició de tres volums Kanzen Fukkoku-ban (完全復刻版, lit. "Reedició completa") el 13 de gener de 2009, seguida d'una "capsa especial" el 14 de gener de 2009, i en una edició d'Obres bunko completes d'Osamu Tezuka el 10 de febrer de 2011.
La segona serialització, que continuava la versió de Shōjo Club, va publicar-se a la revista Nakayoshi de gener de 1958 fins a juny de 1958. Se li va canviar el títol pel d'Els cavallers bessons (双子の騎士, Futago no Kishi) a la publicació en format de llibre, però va conservar-ne el nom original en la serialització. Es va recollir en volum tankōbon per primera vegada amb l'editorial Suzuka Shuppan i es va publicar el 15 de maig de 1960, posteriorment reeditat per Mushi Pro Shōji el 15 de juliol de 1971. Kodansha el va publicar en diferents línies i formats; el 28 de juliol de 1978 a la línia Obres manga completes d'Osamu Tezuka; el 4 de juny de 1995 a la línia Gran Col·lecció KC; el 12 de novembre de 1999 a la línia Manga Bunko; i el 12 de maig de 2010 a la línia Obres bunko completes d'Osamu Tezuka.
La tercera serialització va ser una revisió de la versió de Shōjo Club, que es va publicar entre gener de 1963 i octubre de 1966 a la revista Nakayoshi, i Kodansha la va recollir en cinc volums tankōbon entre el 15 d'agost de 1964 i el 15 de juny de 1966. Després va tenir diverses reedicions i reedicions; Shogakukan va publicar-ne tres volums van ser publicats en format de butxaca entre el 10 de març i el 10 de maig de 1969; se'n van publicar tres volums entre el 13 de juny de 1977 i l'11 de gener de 1978 a la línia Obres manga completes d'Osamu Tezukas de Kodansha; Holp Shuppan la va publicar el juny de 1982; el 14 de desembre de 1994 es va publicar a la línia Gran Col·lecció KC; el 9 d'octubre de 1999 a la línia Manga Bunko; i el 9 d'octubre de 2009 a la línia Obres bunko completes d'Osamu Tezuka. Una edició Kanzen Fukkoku-ban, juntament amb una "capsa especial", es va publicar el 29 de maig de 2009.
La quarta serialització va ser una història de ciència-ficció escrita originalment per Tezuka, amb dibuixos fets per Kitano Hideaki. Es va serialitzar a la revista Shōjo Friend el 1967, mentre se n'emetia l'anime per televisió. Kodansha va recollir-ne els capítols en dos volums publicats el 3 de maig de 1967 i el 3 de juny de 1967. Pel que fa a la sèrie d'anime, el mateix Tezuka va admetre que va ser "un fracàs comercial, una versió mal concebuda".

## Adaptació d'anime
L'anime de Chopy i la princesa va ser produït per Mushi Production. Osamu Tezuka n'era el director executiu, i Chikao Katsui i Kanji Akabori els directors en cap. La sèrie de 52 episodis es va emetre originalment al Japó per Fuji TV del 2 d'abril de 1967 al 7 d'abril de 1968. A més de la sèrie d'anime, també va tenir una pel·lícula pilot de 28 minuts que es va produir el novembre de 1966, però que no es va emetre per televisió. Es va publicar com a extra quan la sèrie va sortir a la venda en LaserDisc al Japó. Pioneer va treure'n a la venda tots els episodis en LaserDisc el 28 de març de 1997. Els episodis també es van distribuir en format DVD; Nippon Columbia va treure'n a la venda dos cofres el 21 de desembre de 2001 i l'1 de juny de 2002. El 23 de juliol de 2008 va treure'n a la venda una única capsa i una altra la va treure al mercat Takarashijima el 29 d'octubre de 2010. El 25 de setembre de 2003 Columbia va treure a la venda una sèrie de DVD anomenada "Millor selecció" i es va reeditar el 23 de juliol de 2008.

### Teatre
En diversos moments de la seva carrera, Tezuka va treballar en pel·lícules d'animació originals curtes, o "anime teatral", que incloïa part de la història de la Chopy i la princesa. D'aquestes obres se'n van ensenyar mostres al "300 Inch Theatre", que es va poder veure al Tezuka Osamu World a l'edifici de l'estació de Kyoto a partir de juliol de 1999. En aquesta pel·lícula, el Fènix (del manga homònim de Tezuja) fa el paper de narrador, i presenta dues parts. La primera part explica la història de Chopy i la princesa, i la segona parla de Minamoto Yoshitsune, que va deixar la seva empremta a la història de Kyoto, ja que es va veure involucrat en estratagemes malgrat el seu desig de pau, igual que la Safir.

## Rebuda
Chopy i la princesa es considera un clàssic per molta gent, i va ser molt popular entre les noies del Japó quan va sortir. Sent una de les obres més populars de l'autor al Japó, Bamboo Dong d'ANN l'etiqueta de "peça fascinant de la història de l'anime... que ha resistit la prova del temps". El 2005, la cadena de televisió japonesa TV Asahi va fer una enquesta dels "Top 100" per internet i una enquesta nacional; Chopy i la princesa va ocupar el 74è lloc a l'enquesta d'internet i el 71è a la nacional. El 2006, TV Asahi va fer una altra enquesta a internet dels cent millors animes, i Chopy i la princesa no va entrar a la llista general, però va ocupar el 77è a la "Llista de la fama". Després que se sabés que Vertical publicaria Chopy i la princesa, els crítics Chris Butcher i Deb Aoki el van considerar un dels mangues més esperats de la Comic-Con. L'any següent, els crítics Carlo Santos i Shaenon Garrity el van considerar un dels millors mangues nous per a "nens/adolescents" a la Comic-Con. Aoki, d'About.com, el va seleccionar el segon millor nou shōjo publicat el 2011 després de Sailor Moon, i afirmava que "pot semblar una mica antic i pintoresc en comparació amb els seus homòlegs contemporanis, però no és menys encantador i divertit de llegir". Gravett va incloure Chopy i la princesa al seu llibre 1001 Comics You Must Read Before You Die.
El seu dibuix és ben rebut per la crítica, tant per Sizemore, Joseph Luster d'Otaku USA, Wildsmith, Chris Kirby de The Fandom Post, i per Mautner, que va declarar: "Visualment, Chopy i la princesa és un èxit impressionant". D'altra banda, Carlo Santos i Silverman d'ANN van dir que el seu estil artístic potser no agrada als lectors moderns, i Silverman el considera un gran "dissuasiu". Kirby va escriure que Chopy i la princesa és "un plaer de mirar, divertit de llegir i una peça d'entreteniment que sobresurt per entretenir més que res". Sizemore el va elogiar perquè "proporciona constantment emocions a cada torn", en contrast amb Wildsmith, que considerava la naturalesa episòdica de la sèrie "caòtica i desenfocada". Tot i que també va elogiar-ne la fórmula, Santos va afirmar que la història en general "té les seves febleses" i "es permet llacunes lògiques". Luster va afirmar inicialment que se centrava massa en gags que "podien convertir-se fàcilment en una fórmula tediosa", però l'acció dels darrers capítols ho supera. Sizemore va dir que era "divertit", però "profundament defectuós en la narració". Shaun A. Noordin de The Star va afirmar: "Els personatges memorables, l'aventures, el drama i la comèdia (per no parlar d'un marc per explorar temes com el feminisme, la igualtat de gènere i la identitat) hi són, però la quantitat d'arcs va fer que ens fos difícil immergir-nos en la narració".

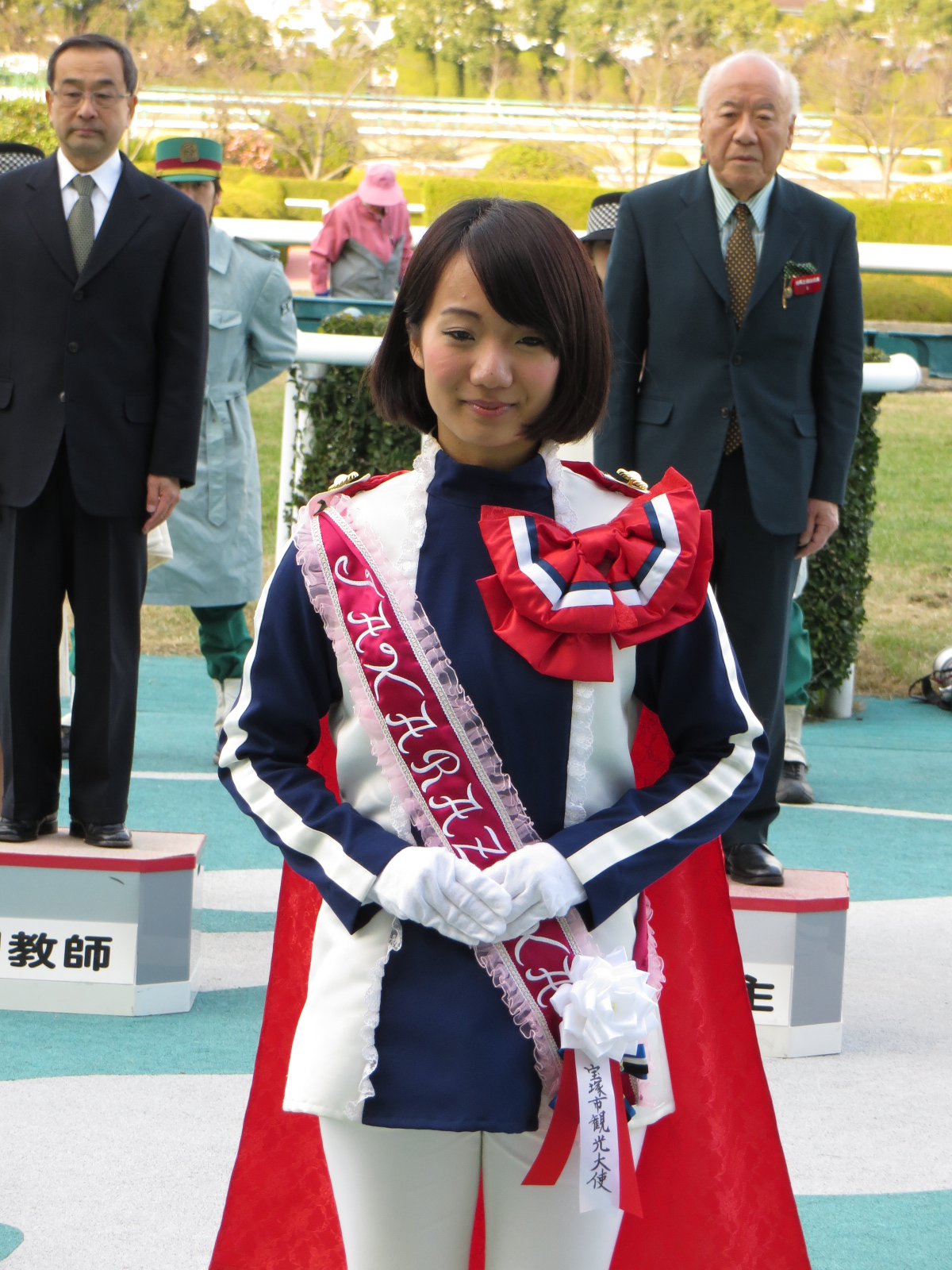
Ambaixadora de turisme a Takarazuka, Hyōgo, vestida amb el vestit de la Safir, 2012.

## Llegat

### Impacte en la indústria
Chopy i la princesa és la primera vegada que Tezuka va utilitzar el seu format de "còmic narratiu" (amb una estructura narrativa i tècniques cinematogràfiques) en un manga shōjo. La sèrie va canviar el concepte del shōjo de còmics de gags o tires que ensenyaven el "bon comportament" a obres centrades en la narrativa, i per tant, es considera la primera obra moderna del gènere. També va establir elements que serien habituals en obres tardanes del gènere, com ara un entorn situat a l'estranger i idealitzat (des d'una perspectiva japonesa), una heroïna amb ulls grossos i una ambigüitat de gènere amb una certa androgínia. A la dècada de 1970, dues tendències eren predominants al manga shōjo: la primera presentava "protagonistes andrògins, masculins o asexuals que es buscaven a si mateixos i també buscaven l'amor", i l'altra tenia "una història amorosa més explícita d'una noia normal". Els elements de tots dos ja eren presents amb la Safir de Tezuka.
Es considera que el manga va començar el gènere de les superheroïnes femenines, i es considera un prototip del gènere de les noies màgiques. Martin Theron d'ANN va afirmar que la influència de "la sèrie és incommensurable i, en un sentit real, cada heroïna protagonista que ha seguit és un descendent espiritual directe o indirecte de la princesa Safir/Príncep Cavaller". De fet, la Safir és una de les heroïnes més reconeixibles de Tezuka; Entre el 3 de març i el 27 de juny de 2016, el Museu del Manga Osamu Tezuka va patrocinar una exposició d'art centrada en les "Heroïnes d'Osamu Tezuka", destacant-ne la Safir i la Pinoko de Black Jack. També va ser considerada l'heroïna més emblemàtica de la història de l'anime per Thomas Zoth de Mania.com.
Aquesta obra va ampliar l'abast de la cultura popular japonesa, donant la possibilitat d'explorar un ventall més ampli d'orientacions sexuals, que va més enllà de l'homosexualitat o heterosexualitat binaris. Segons Brophy, "el gran potencial del manga shōjo per a representacions complexes de la psique humana en diversos contextos socioculturals va ser construït essencialment pel personatge androgin creat per Tezuka, la Safir". Aquesta primera heroïna ambigua de gènere, va influir en moltes obres, especialment shōjo, com La rosa de Versalles, que va permetre l'existència d'Utena, L'espasa de Paros i la marinera Urà de Sailor Moon.

### Remakes
Un remake del manga original de Chopy i la princesa anomenat Safir: la Princesa Cavaller va ser escrit per Natsuko Takahashi i il·lustrat per Pink Hanamori. Serialitzat des del número de maig de 2008 fins al número de juliol de 2009 a la revista Nakayoshi, va ser recollit en quatre tankōbon entre el 5 de setembre de 2008 i el 4 de setembre de 2009.
Per commemorar el 60è aniversari de la sèrie, el juliol de 2013 es va començar a publicar una versió refeta de Chopy i la princesa a la revista de manga en línia Puratto Home de Home-sha. Es va anomenar Re:Born: Kamen no Otoko to Ribon no Kishi (RE:BORN 仮面の男とリボンの騎士) i va ser una col·laboració amb Tezuka Productions, il·lustrada per Shōko Fukaki i escenaris d'Atsushi Kagurazaka. Va tenir quaranta-un capítols, que es van publicar posteriorment en tres volums, el primer dels quals es va publicar el 25 de juliol de 2014, juntament amb un CD drama que hi estava basat. L'últim es va publicar el 23 de gener de 2015.

### Altres adaptacions
A causa de l'èxit del primer manga, se'n va crear una sèrie radiofònica. Aquesta adaptació Chopy i la princesa es va emetre a Radio Tokyo entre el 4 d'abril de 1955 i el 26 de setembre de 1955. Gairebé trenta anys després, la companyia Dengeki va crear una adaptació teatral del manga, que va durar del 5 de juliol de 1984 al 17 de juliol de 1983. Es va representar al Parco Space Part 3, i va ser dirigida per Mitsumasa Shinozaki, escrita per Tsutomu Mukai i protagonitzada per Ran Ito. Un altre musical va arribar el 1998, que va ser dirigit per Shunsaku Kawake, escrit per Kensuke Yokouchi, i protagonitzat per Yoshihiko Inohara, Sae Isshiki i Ranran Suzuki. Yokouchi va escriure'n una altra obra i la va dirigir ell mateix; es va representar al Centre de Joventut de la Prefectura de Kanagawa el 2011, i va ser protagonitzada per Mikan Asakura. Yokouchi també va ser el guionista d'altres dues adaptacions escèniques el 2014 i el 2016; totes dues les va dirigir Masanari Ujigawa i es van escenificar al Rikkōkai Hall. La primera la van protagonitzar Haruka Katayama i Aya Kamiki, mentre que la segona va comptar amb Hirono Suzuki i Yui Itō.
El 2006, Chopy i la princesa es va adaptar a musical amb el nom de El Cavaller del Llaç: El Musical (リボンの騎士 ザ・ミュージカル, Ribon no Kishi Za Myūjikaru) i interpretada al Japó per grans estrelles de la cançó com Ai Musume i vu-Mordenning i Takahashi en el paper principal. El va dirigir Shinji Ueda i va comptar amb guió de Shinji Kimura i música de Masato Kai. Es va representar al Shinjuku Koma Theatre de l'1 al 27 d'agost. El segell discogràfic Up-Front Works Zetima va treure a la venda una col·lecció de música i un DVD del musical el 26 de juliol i el 29 de novembre de 2006, respectivament. Més tard, el 25 de desembre es va emetre a la televisió per BS Japan.
El 2015, per celebrar el 60è aniversari de la revista Nakayoshi, es va representar un musical dirigit per Yukio Ueshima, escrit per Sayaka Asai i amb música composta per Shuhei Kamimura. El van protagonitzar Erika Ikuta i Reika Sakurai de Nogizaka46 com a Safir i Cinder respectivament, i Keisuke Kaminaga i Tsunenori Aoki van interpretar el príncep Fran i el pirata Blood respectivament. Del 12 de novembre al 17 de novembre, es va representar al Teatre Akasaka ACT de Tòquio i va ser seguida per exposicions al Teatre Brava d'Osaka del 3 al 6 de desembre.